# Zátopek (film)
Pour les articles homonymes, voir Zatopek.
Pour plus de détails, voir Fiche technique et Distribution.
Zátopek est un film tchèque réalisé par David Ondříček, sorti en 2021.

## Synopsis
La vie du coureur de fond Emil Zátopek.

## Fiche technique
- Titre : Zátopek
- Réalisation : David Ondříček
- Scénario : David Ondříček, Alice Nellis et Jan P. Muchow
- Musique : Beata Hlavenkova
- Photographie : Stepán Kucera
- Montage : Jaroslaw Kaminski
- Production : Krystof Mucha et David Ondříček
- Société de production : Lucky Man Films, Ceská Televize, Barrandov Studios, Olife Energy, Accolade Holding, Alef Nula, Innogy Ceska Republika, T-mobile, Sebre, Azyl Production, Rozhlas a televízia Slovenska et Z Film
- Pays :  Tchéquie,  Allemagne et  Finlande
- Genre : Biopic, drame, historique et
- Durée : 131 minutes
- Dates de sortie : 
  -  Tchéquie : 26 août 2021

## Distribution
- Václav Neuzil : Emil Zátopek
- Martha Issová : Dana Zátopková
- James Frecheville : Ron Clarke
- Robert Miklus : Josef Dostál
- Jirí Simek : Stanislav Jungwirth
- Jirí Rendl : Jan Haluza
- Filip Brezina : Frantisek Krupicka
- Saji Abdelkabir : Alain Mimoun
- Marek Príkazský : Karel l'ouvrier
- Stepan Lustyk : Josef l'ouvrier
- Péter Nádasdi : Ján Zachara
- Vavřinec Hradilek : Alfréd Jindra
- Jan Pernica : Gustaf Jansson
- Jiri Csirik : Gordon Pirie
- Stepan Juranek : Herbert Schade
- Vladimir Marcik : Aleksandr Anufriyev
- Jan Kuncicky : Christopher Chataway
- Petr Koran : Gaston Reiff
- Jiri Cipin : Étienne Gailly

## Distinctions
Le film a été nommé pour quinze Lions tchèques et en a remporté dix.